# 梶塚隆二
梶塚 隆二（かじつか りゅうじ、1888年5月9日 - 1976年5月3日）は、日本の陸軍軍人。最終階級は陸軍軍医中将。医学博士。

## 経歴
宮城県遠田郡田尻村（現・大崎市）出身。宮城県立古川中学校(現：宮城県古川高等学校)、第二高等学校を経て、1914年、東京帝国大学医学部卒業。その後陸軍軍医学校を卒業し、東京帝国大学伝染病研究所で細菌学・血清学を学ぶ。1924年3月29日、論文「スパスカヤに於けるパラチフスB型菌性食中毒検索例 : 竝原因食(オムレツ)の菌毒汚染動機に関する実験的研究」で医学博士号取得。1939年、満州関東軍軍医部長。1940年、陸軍軍医総監。
731部隊を統括・監督する立場にあったことから戦後ソビエト連邦軍の捕虜となる。1948年（昭和23年）1月31日、公職追放仮指定を受けた。1949年、ハバロフスク裁判で山田乙三陸軍大将、高橋隆篤獣医中将と同じ強制労働25年の刑に処せられ服役する。1956年、帰国。

## 栄典
勲章等
- 1940年（昭和15年）8月15日 - 紀元二千六百年祝典記念章[7]

外国勲章佩用允許
- 1944年（昭和19年）3月30日 - 満州国：勲一位柱国章[8]

## 関連文献
- 豊原亮「元関東軍軍医部長梶塚隆二の半生 : ソビエト抑留の真相について」『宮城県医師会報』331号、1973年2月、宮城県医師会[9]